# Clemence-Massiv
Das Clemence-Massiv ist ein nach australischen Angaben 1375 m hohes, längliches und überwiegend eisfreies Felsmassiv im ostantarktischen Mac-Robertson-Land. In den Prince Charles Mountains ragt es mit einer Länge zwischen 24 und 28 km sowie einer Breite von 7 km am nördlichen Ende des Mawson Escarpment auf der Ostseite des Lambert-Gletschers in einer Entfernung von 50 km südöstlich des Shaw-Massivs auf.
Teilnehmer der Australian National Antarctic Research Expeditions entdeckten das Massiv im Jahr 1957 beim Überflug mit einer DHC-2 Beaver zur Anfertigung von Luftaufnahmen. Das Antarctic Names Committee of Australia (ANCA) benannte es nach Peter Hugh Clemence (1925–2019), Staffelführer der Royal Australian Air Force für Antarktisflüge von der Mawson-Station im selben Jahr.